# Москва (кинокамера)
«Москва» КС-31, КС-31М, КС-32 и КС-32М — семейство киносъёмочных аппаратов, предназначенных для синхронной съёмки на 35-мм киноплёнку, выпускавшееся в разных модификациях с 1946 до 1960 года. Аппараты «Москва» долгое время оставались основной синхронной камерой на киностудиях СССР.

## Описание конструкции
Основой при создании аппарата КС-31 стала камера КС-21, выпущенная в 1939 году с использованием технических решений американского Mitchell NC. По сравнению с предшественниками «Москва» имеет более удобный принцип сквозного визирования. Вместо горизонтального смещения тяжёлого аппарата целиком по салазкам основания, в камерах этой серии сдвигается по вертикали только блок грейферного механизма, закреплённый на специальном суппорте внутри корпуса. При этом место кадрового окна занимает матовое стекло с лупой, позволяющие точно кадрировать и фокусировать изображение в перерывах съёмки. Для съёмки плату грейфера возвращают специальной рукояткой в рабочее положение, а кадрирование происходит через приставной телескопический видоискатель 7С-11, шарнирно закреплённый на левой стенке аппарата. Автоматическая коррекция параллакса выполняется поворотом корпуса визира с помощью кулачкового механизма, сопряжённого с фокусировочным валом.
Кроме телескопического видоискателя, непосредственно во время съёмки визирование возможно также сквозь киноплёнку, если её эмульсия достаточно прозрачна. Двухсторонний грейфер типа Элленвуда с контргрейфером обеспечивает отличную устойчивость изображения, делая аппарат пригодным как для обычной, так и для некоторых видов комбинированной съёмки. Стенки корпуса оклеены несколькими слоями звукопоглощающих материалов: пробкой, резиной, стекловолокном и пластмассой. В результате аппарат без дополнительного боксирования обладает уровнем шума не выше 29 дБА, и пригоден для синхронной съёмки в павильоне. Дисковый обтюратор имеет переменный угол раскрытия от 0° до 170°, который может регулироваться как при остановленном механизме, так и во время съёмки. На передней стенке корпуса крепится объектив и светозащитное устройство с держателем масок и светофильтров.
К концу выпуска «Москвы» в профессиональной аппаратуре стал обязательным зеркальный обтюратор, обеспечивающий непрерывное сквозное визирование. Поэтому устаревший аппарат быстро уступил место более совершенным камерам «Дружба» и «Союз».